# Вардаровци
Вардаро̀вци (на гръцки: Αξιοχώρι, Аксиохори, катаревуса: Αξιοχώριον, Аксиохорион, до 1928 година Βαρδαρόφτσα, Вардарофца) е село в Гърция, дем Пеония, област Централна Македония.

## География
Селото е разположено на 80 m надморска височина, източно от река Вардар (Аксиос), на 16 km южно от град Ругуновец (Поликастро) в Солунското поле.

## История
Южно от селото е разкрито Вардаровското селище от бронзовата и историческата епоха.
Според някои сведения край селото е намерен граничен надпис, подобен на Наръшкия надпис, маркиращ българо-византийската граница в началото на X век. Днес паметникът е изгубен за науката.

### В Османската империя
В XIX век Вардаровци е българско село в Авретхисарската каза на Османската империя. В „Етнография на вилаетите Адрианопол, Монастир и Салоника“, издадена в Константинопол в 1878 година и отразяваща статистиката на населението от 1873 година, Вардоровци (Vardorovtzi) е посочено като село с 50 домакинства и 239 жители българи и 27 турци. В 1900 година според Васил Кънчов („Македония. Етнография и статистика“) във Вардаровци живеят 230 българи християни.
Според Христо Силянов след Илинденското въстание в 1904 година цялото село минава под върховенството на Българската екзархия.
В 1904 година жителите на Вардаровци се обращът към генералния инспектор на румелийските вилаети с молба да се отвори църквата им, за да могат да се молят на майчиния си език:
| „ | Още на 20 май т.г. със заявление до кукушкия каймакамин и до Св. Екзархия, подписано от всички селяни, съобщихме, че занапред ще се молиме Богу и ще учиме децата си на майчиния български език и че ще припознаваме върховенството на Българската екзархия... Мухтар: Трайко Митре, ази и първенци Атанас Трайков, Гоно Делиьов, Атанас Попов, Васил Митрев, Пено Митре, Лазар Константинов. | “ |

По данни на секретаря на екзархията Димитър Мишев („La Macédoine et sa Population Chrétienne“) в 1905 година във Вардоровци (Vardorovtzi) има 360 жители българи екзархисти.
При избухването на Балканската война в 1912 година двама души от Вардаровци са доброволци в Македоно-одринското опълчение.

### В Гърция
След Междусъюзническата война в 1913 година селото остава в Гърция. По време на войната по-голямата част от българското му население бяга в България. Веднага след войната са заселени 15 домакинства гърци бежанци от Тракия. Боривое Милоевич пише в 1921 година („Южна Македония“), че Вардаровци (Вардаровци) има 40 къщи славяни християни. В 1924 година и последните му 28 български жители се изселват в България. На тяхно място са заселени голям брой гърци бежанци от Източна Тракия, Понт и България. В 1928 година Вардаровци е представено като чисто бежанско село със 126 бежански семейства и 451 жители общо. В същата 1928 година името на селото е преведено като Аксиохори, в превод Вардарово село.
Землището на селото е много плодородно, тъй като се напоява от Вардар. Населението традиционно произвежда много жито, памук, бостан.
| Име          | Име            | Ново име | Ново име | Описание                                       |
| ------------ | -------------- | -------- | -------- | ---------------------------------------------- |
| Кьопру Оваси | Κιεοπροΰ Όβασί | Гефира   | Γέφυρα   | местност на И от Вардаровци и на Ю от Ада тепе |

| Година    | 1913 | 1920 | 1928 | 1940 | 1951 | 1961 | 1971 | 1981 | 1991 | 2001 | 2011 | 2021 |
| --------- | ---- | ---- | ---- | ---- | ---- | ---- | ---- | ---- | ---- | ---- | ---- | ---- |
| Население | 139  | 76   | 565  | 615  | 644  | 594  | 519  | 469  | 463  | 406  | 303  | 212  |

## Личности
Родени във Вардаровци
- Георги Танев (1889 – ?), македоно-одрински опълченец, Втора рота на Пета одринска дружина, носител на орден „За храброст“ IV степен[16]
- Димитър Йованов (Δημήτριος Γιοβάν), гръцки андартски деец, епитроп на гръцкото училище[17]
- Димитър (Митьо) Запрев Костадинов (1888 – 1915), македоно-одрински опълченец, Втора рота на Пета одринска дружина[18] Загинал през Първата световна война.[19]
- Трайо Антонов (Τράιος Αντωνίου), гръцки андартски деец, епитроп на гръцкото училище[17]